# Miljøfremmede stoffer
Miljøfremmede stoffer er en betegnelse for forskellige stoffer, der er fundet i miljøet på steder og/eller i koncentrationer som ikke forekommer naturligt.
Nogle miljøfremmede stoffer forekommer naturligt, eksempelvis kviksølv eller benzen. Sådanne stoffer er miljøfremmede, når de på grund af menneskelige aktiviteter forekommer i unaturligt høje koncentrationer. 
Andre miljøfremmede er menneskeskabte og forekommer ikke naturligt i miljøet, for eksempel dioxin, glyfosat (Round-Up) eller p-pillehormonet ethinyløstradiol , jvf. plastforurening.
Der er i Danmark stor opmærksomhed på forureningsfaren fra miljøfremmede stoffer. Således har Miljøstyrelsenudfærdiget en liste over uønskede stoffer. På grund af deres potentielt skadelige egenskaber er mange af de mest persisterende miljøfremmede stoffer blevet forbudt ifølge Stockholm Konventionen af 2001. I Danmark må der kun bruges bekæmpelsesmidler, der er optaget på listen over godkendte bekæmpelsesmidler. 

## Kemi
Gruppering af miljøfremmede stoffer
- Tungmetaller
- Persisterende organiske forurenere
- Polycyclic aromatiske kulbrinter
- Flygtige organiske stoffer
- Farmaka